# Добропольский сельский совет (Голопристанский район)
Добропольский сельский совет (укр. Добропільська сільська рада) — входит в состав
Голопристаньского района
Херсонской области
Украины.
Административный центр сельского совета находится в 
с. Доброполье.

## Населённые пункты совета
- с. Доброполье
- пос. Свитанок
- с. Киевка
- пос. Новосёловка